# José Eduardo González Navas
José Eduardo Gonzàlez Navas conegut com a Pepe Gonzàlez (Íllora, província de Granada, 14 d'abril de 1951) és un polític català, establert a Catalunya des de 1965.

## Trajectòria
L'any 1972 guanya el premi Ciutat d'Olot de poesia. És llicenciat en econòmiques (especialitat sociologia) per la Universitat Autònoma de Barcelona, i en l'actualitat regidor socialista a Castellar del Vallès.
Afiliat a la UGT i a la Federació Catalana del PSOE des de 1974, tingué un paper cabdal en la unificació del socialisme català durant el congrés fundacional del PSC. Després de la unificació va ser primer secretari de la Federació del PSC del Vallès Occidental i diverses vegades membre del Consell Nacional. Fou elegit diputat a les eleccions al Parlament de Catalunya de 1980 i 1984. Durant el seu càrrec com a diputat fou un dels ponents socialistes, conjuntament amb Marta Mata, de la primera llei de normalització lingüística i de la llei de Consells Escolars.
Durant el seu mandat parlamentari va formar part de les comissions:
- Vicepresident de la Comissió de Política Cultural
- Comissió d'Economia, Finances i Pressupost (setembre de 1980)
- Comissió de Política Cultural (1980-1984)
- Comissió de Reglament (1980-1984)
- Comissió de Control Parlamentari de l'actuació de la Corporació Catalana de Ràdio i Televisió (1983-1984)

L'any 2003 fou escollit regidor pel PSC a l'Ajuntament de Castellar del Vallès a l'oposició. Amb la victòria d'Ignasi Giménez el 2007, passà a ocupar càrrecs dins l'equip de govern, situació que es repetiria el 2011, després de la victòria socialista per majoria absoluta.